# Aplidium densum
Aplidium densum är en sjöpungsart som först beskrevs av Giard 1872.  Aplidium densum ingår i släktet Aplidium och familjen klumpsjöpungar. Inga underarter finns listade i Catalogue of Life.